# Raillon Road
Raillon Road es una localidad de Santa Lucía que forma parte del distrito de Micoud.